# Ryszard Barcik
Ryszard Antoni Barcik (ur. 4 lipca 1948 w Rychwałdku) – polski ekonomista i inżynier, specjalista w zakresie inżynierii materiałowej i nauk o zarządzaniu, profesor nauk ekonomicznych, rektor Akademii Techniczno-Humanistycznej w Bielsku-Białej w kadencjach 2008–2012 i 2012–2016.

## Życiorys
W 1972 ukończył studia z zakresu metalurgii na Akademii Górniczo-Hutniczej im. Stanisława Staszica w Krakowie. Na Politechnice Śląskiej uzyskiwał następnie stopnie doktora (w 1981 na podstawie pracy Wpływ modyfikowania i obróbki cieplnej na strukturę i własności średniostopowych chromowo-molibdenowych stali narzędziowych do pracy na gorąco) i doktora habilitowanego (w 1993 w oparciu o rozprawę zatytułowaną Oddziaływanie mikrostruktury stali WCLV i WLV na trwałość narzędzi do pracy na gorąco). 12 stycznia 2012 otrzymał tytuł profesora nauk ekonomicznych.
Zawodowo związany z Akademią Techniczno-Humanistyczna w Bielsku-Białej. W 1994 został kierownikiem Katedry Zarządzania. Od 1994 do 1996 był prodziekanem Wydziału Organizacji i Zarządzania. W 1996 objął stanowisko profesorskie, w 1999 mianowany na funkcję dziekana. Tożsame stanowisko objął w 2002 po utworzeniu Wydziału Zarządzania i Informatyki ATH (do 2008). Rok wcześniej został kierownikiem Zakładu Logistyki i Jakości na tym wydziale. W 2008 został rektorem tej uczelni. W 2012 uzyskał z wyboru reelekcję na kolejną czteroletnią kadencję.
Jako profesor wykładał także w Wyższej Szkole Bankowości i Finansów w Bielsku-Białej, Wyższej Szkole Finansów i Zarządzania w Białymstoku i Górnośląskiej Wyższej Szkole Handlowej w Katowicach. Został także członkiem kadry naukowo-badawczej Instytutu Organizacji i Zarządzania w Przemyśle „Orgmasz” oraz członkiem Komitetu Nauki o Materiałach i Sekcji Metalurgii Polskiej Akademii Nauk.
Bez powodzenia kandydował w 2002 z listy SLD-UP do sejmiku województwa śląskiego i w 2004 z ramienia Sojuszu Lewicy Demokratycznej do Senatu. W 2015 ponownie wystartował do izby wyższej polskiego parlamentu jako kandydat niezależny.

## Odznaczenia
- Złoty Krzyż Zasługi (2001)[7]
- Krzyż Kawalerski Orderu Odrodzenia Polski (2011)[8]

## Wyniki wyborcze
| Wybory | Komitet wyborczy | Komitet wyborczy                                  | Organ                                    | Okręg | Wynik           |
| ------ | ---------------- | ------------------------------------------------- | ---------------------------------------- | ----- | --------------- |
| 2002   |                  | Sojusz Lewicy Demokratycznej – Unia Pracy         | Sejmik Województwa Śląskiego II kadencji | nr 1  | 2148 (1,06%)    |
| 2004   |                  | Sojusz Lewicy Demokratycznej                      | Senat V kadencji                         | nr 26 | 3409 (8,82%)    |
| 2015   |                  | KWW Niezależnego Kandydata Prof. Ryszarda Barcika | Senat IX kadencji                        | nr 79 | 33 019 (24,41%) |